# Santa Maria de Viver
Santa Maria de Viver és l'església parroquial del nucli de Viver de Segarra, al municipi de Sant Ramon, a la comarca de la Segarra. És un monument protegit i inventariat dins el Patrimoni Arquitectònic Català

## Descripció
Església situada al centre del nucli, estructurada amb nau central i dues laterals, amb coberta a dues aigües, absis recte i realitzada amb paredat. A la façana central hi trobem la porta principal formada per un arc de mig punt adovellat, amb els brancals treballats i la dovella central decorada per un baix relleu en forma de creu. Per damunt d'aquesta apareix un òcul per il·luminar l'interior, amb el sota-teulada que presenta una franja decorativa realitzada amb maó. També cal destacar la presència d'una placa amb l'escut del poble i l'any de restauració del temple, l'any 1882. A la dreta de la façana principal, trobem la torre-campanar formada per tres cossos separats per motllures de planta quadrada amb la presència d'un rebaix als cantells dels dos cossos superiors i amb quatre obertures formades per arc de mig punt per ubicar les campanes, i coronat per una balaustrada a la part superior.

## Història
L'any 1192 el barri de Viver de Segarra apareix per primer cop en un document escrit.